# Società Italiana Cines
La Società Italiana Cines va ser una empresa cinematogràfica especialitzada en la producció i distribució de pel·lícules.

## Història

### La Cines
Cines va néixer a Roma l'1 d'abril de 1906 de la transformació en societat anònima de Alberini & Santoni, manifattura di soggetti i films cinematografiche, nascuda l 1905 per iniciativa de Filoteo Alberini i Santoni, amb escenari de rodatge a via Appia Nuova (més tard via Veio) a l'exterior Porta San Giovanni.
Constituïda amb un capital inicial de 250.000 lires italianes, tenia la finalitat de produir pel·lícules, fabricar equips i comercialitzar tots els accessoris relacionats amb la cinematografia, la fotografia i tècniques similars. Tots els poders de la companyia es van concentrar en mans del ric enginyer romà Adolfo Pouchain (administrador únic). Santoni va deixar Cines poc temps després, mentre que Alberini, tot i que no l'abandonava, va tenir un paper poc important a l'empresa.
L'estiu de 1906, el director francès Gaston Velle, procedent de Pathé de París on feia dos anys que treballava, acompanyat del plató dels escenògrafs Dumesnil i Vasseur i l'operador Vauzèle, especialista en trucs, van venir a Cines. Aquell any es van fer La Malia dell'oro, Pierrot innamorato i Viaggio in una stella.
El 1907 va començar la seva activitat com a director Mario Caserini, es va incorporar a Cines com a actor, mentre que Velle, a la segona meitat de l'any, va tornar a París. Cines va començar a especialitzar-se en la producció històrica i de vestuari amb Il fornaretto di Venezia, Otello, Garibaldi. El 1908 va entrar a formar part de la direcció Carlo Rossi, el fundador de Rossi & C. de Torí (transformat en Itala Film de Carlo Sciamengo i Giovanni Pastrone) que va representar Cines al Congrés d'Industrials del Cinema Europeu, celebrat a París (principis de 1909). Quan Rossi va deixar Cines, el comte Salimei va assumir la direcció fins al 1911. Mentrestant, al costat de Caserini, aleshores anomenat "el mag de la posada en escena", va començar a destacar un jove pintor, Enrico Guazzoni, a qui el mateix Alberini havia contractat com a director.

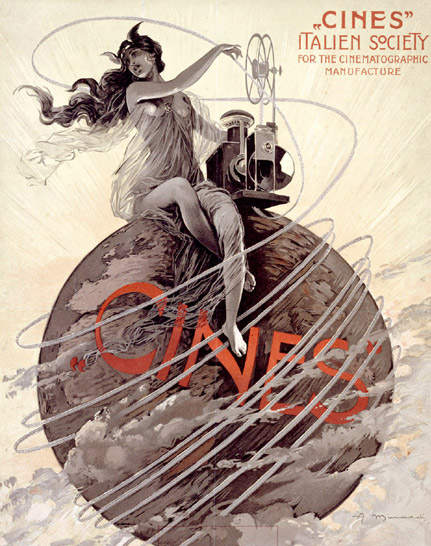
Un dels logos de Cines

Guazzoni va aconseguir el seu primer èxit personal amb Brutus el 1910, precisament en els anys en què Cines també va haver d'afrontar la gran crisi que havia afectat totes les companyies cinematogràfiques europees i americanes, per diverses causes, entre les quals que una sobreproducció, qualitativament mediocre, ja no tolerada per un públic que s'havia tornat molt exigent.
Quan els grans beneficis van cessar, el Banco di Roma va delegar al baró Alberto Fassini per liquidar l'empresa. En canvi, la va reorganitzar nomenant-se director general al consell d'administració, Ernesto Pace va ser nomenat president, sotsdirector Carlo Amato, consellers Don Prospero Colonna, el príncep di Sonnino, el baró Giovanni Alberto Blanc, Pietro Moncada comte de Caltanissetta i príncep de Paternò. El capital de l'empresa es va elevar així a 3 milions, amb accions de 50 lires.
Des de llavors, Cines ha aconseguit garantir als expositors italians i estrangers un subministrament setmanal d'1 drama (uns 600 m), 1 comèdia, 2 còmiques i 2 documentals. La fàbrica estava equipada amb un equipament modern, mentre que la troupe s'arreglava, funcionava al mateix temps i els actors (principalment Amleto Novelli i Terribili-Gonzales) tenia contractes a llarg termini.
El 1911 la Società Italiana Cines, Anonima, sede a Roma, capitale versato £ 3.000.000, figurava inclosa al catàleg general oficial de l'Exposició Internacional de la Indústria i el Treball de Torí sota l'epígraf «Seda artificial», i va declarar els següents establiments:
- Roma: fàbrica de cinema;
- Pàdua: Fabricació de seda artificial i productes relacionats (encapçalada per l'enginyer Pouchain i el Sr. Planchon, antics directors de les fàbriques de cinema Lumiere a Lió);
- Vigodarzere: Fabricació de pel·lícules sensibles, aplicacions de col·lodió i productes relacionats.
  - Sucursals: París, Londres, Barcelona, Moscou, Berlín. Agències: Nova York, Rio de Janeiro, Buenos Aires, Caracas, Sydney, Yokohama, Hong Kong, El Caire.

Cines va ser, doncs, la primera casa de producció italiana per fer la seva pròpia pel·lícula, i aquesta autonomia va ser una de les raons del seu gran desenvolupament.
L'any 1911, Cines va guanyar el 2n premi de la categoria artística al Concurs Internacional de Cinema convocat amb motiu de l'Exposició Internacional de Torí, per la pel·lícula artística sobre Sant Francesc  Il poverello di Assisi i per a la didàctica Il tamburino sardo extret del famós relat mensual de la novel·la Cuore.
Durant la guerra italoturca, per agradar als combatents a Líbia i a les seves famílies, un operador de Cines, Silvio Cocanari, va rodar curts documentals a moltes ciutats italianes, fotografiant nombrosos grups de famílies reunides a en obert, així que els soldats, a la projecció, tindrien la il·lusió de reconèixer els seus parents llunyans.
El 1913, amb Quo vadis? d'Enrico Guazzoni, amb un cost de 60.000 lires a la Casa, Cines va assolir un dels primers llocs entre les empreses manufactureres del món, confirmant la seva excel·lència amb Marcantonio e Cleopatra  (també aquesta de Guazzoni), que li va costar 300.000 lires, una suma recuperada amb el traspàs exclusiu de la pel·lícula al negoci britànic per un període d'un any. El mateix 1913, l'aleshores famosa actriu de teatre Hesperia va acceptar treballar per a Cines.
Cines va realitzar una sèrie de 12 documentals dedicats a Itàlia i produïts per donar a conèixer destinacions turístiques a l'estranger:: Ascoli Piceno, Capri, Amalfi, Salerno, Manfredonia, Calabria, Castrovillari, Laino, Sicília i Sardenya. El vídeo relatiu a la ciutat d'Apulia es titula Manfredonia, Southern Italy
El mateix any, Cines va convocar un concurs internacional per un guió cinematogràfic (1r premi 25.000 lires). El tema guanyador sobre 962 competidors, a causa de l'escriptor de Piacenza Amerigo Scarlatti i titulat Il tesoro de la Rampsinite, no es va poder realitzar a causa de l'esclat de la Primera Guerra Mundial. El conflicte va determinar una forta concentració en la producció del segon semestre de 1914, en totes les cases de producció europees. Les italianes aviat es van recuperar, i Cines va contractar grans actrius, entre elles Lyda Borelli, i directors com Nino Oxilia, Giulio Antamoro, Nino Martoglio, Carmine Gallone, Ivo Illuminati, Amleto Palermi o Augusto Genina.
El 1918 el baró Fassini va deixar la direcció general de Cines i va renunciar a la junta directiva. El 1919 Cines va passar a formar part de la Unione Cinematografica Italiana i el 1921 va cessar totes les activitats.

### Cines-Pittaluga

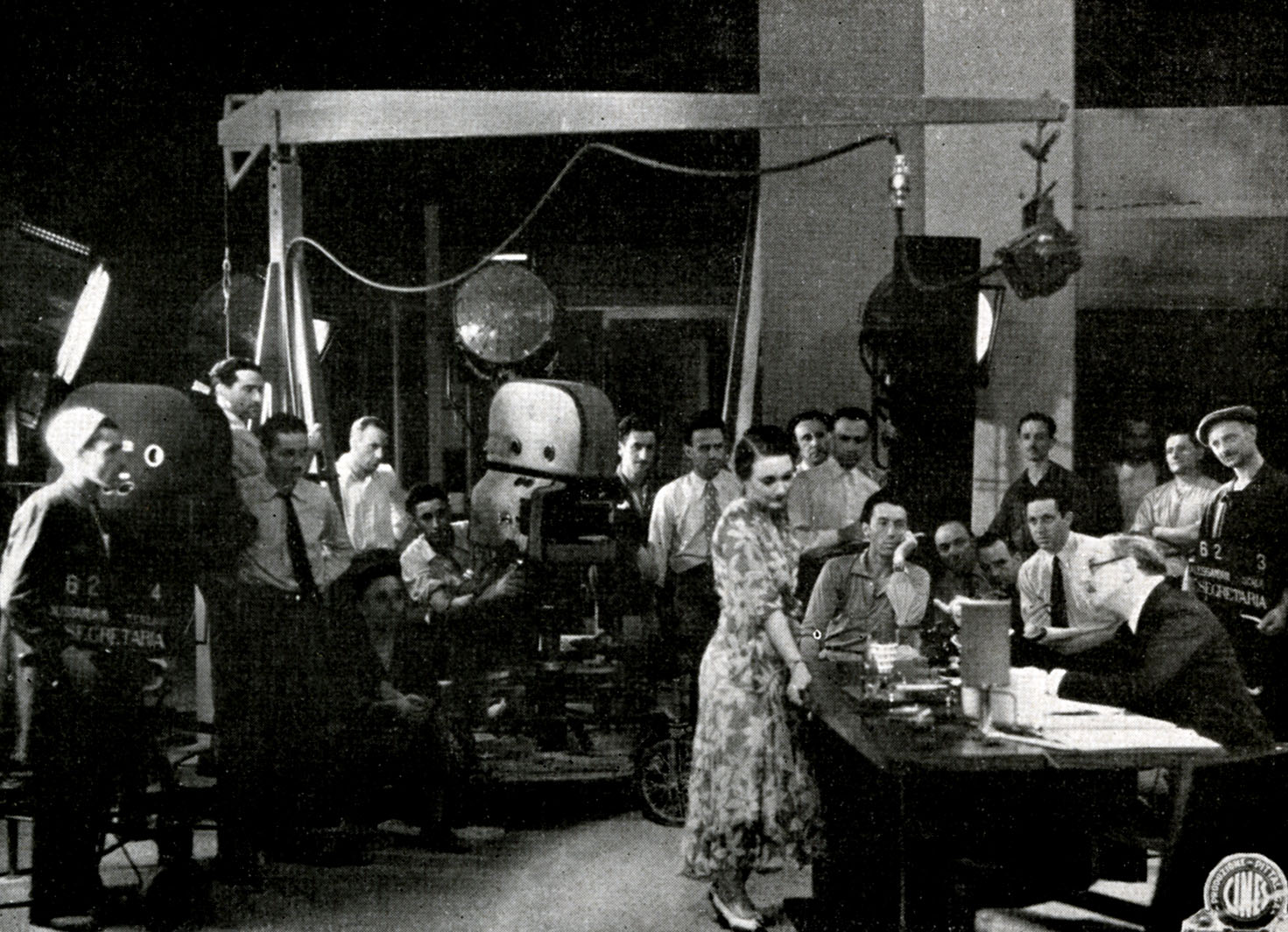
Elsa Merlini en una escena de La segretaria privata als estudis sonors de Cines (1931)

El 1929 el productor-operador-noliejador Stefano Pittaluga, gràcies a l'impuls i les subvencions del govern, va comprar els estudis de via Veio i l'any següent va restaurar la marca Cines. La primera pel·lícula sonora del reviscolament cinematogràfic italià, La canzone dell'amore (1930), portava l'antiga etiqueta gloriosa. A la mort de Pittaluga (1931) la direcció de Cines va passar a càrrec de Ludovico Toeplitz, que la va mantenir fins al 1935. Particularment interessant va ser l'activitat de Cines en els anys 1932 - 1933, quan Toeplitz va cridar l'escriptor Emilio Cecchi a la direcció general de producció. Cecchi va reunir al seu voltant escriptors i artistes i es va girar decididament cap al "film d'art", en detriment del cinema de gènere, sense deixar de banda la popularitat. El director de doblatge es va convertir en Mario Almirante. D'aquells anys pel·lícules com Palio, La tavola dei poveri, Gli uomini, che mascalzoni..., Acciaio, 1860, O la borsa o la vita, T'amerò sempre. El 1934 Cines Cines va concloure el seu segon cicle de producció; el 1935 les plantes de via Veio van ser devastades per un incendi i, inutilitzades per sempre, van ser enderrocades.

#### Les produccions documentals de 1932-33
La política d'Emilio Cecchi porta Cines a invertir també en el sector del cinema documental. La productora, entre 1930 i 1931, sota Pittaluga, ja havia produït una quarantena de documentals principalment com a experimentació del sonoro (Armonie di Sicilia, Canti di Romagna, Melodie argentine, Sinfonie di nuvole). Campane d'Italia de Mario Serandrei i Il presepe de Ferdinando Maria Poggioli però, destaquen de tots els altres pel refinament del muntatge, la il·luminació i els moviments de càmera.

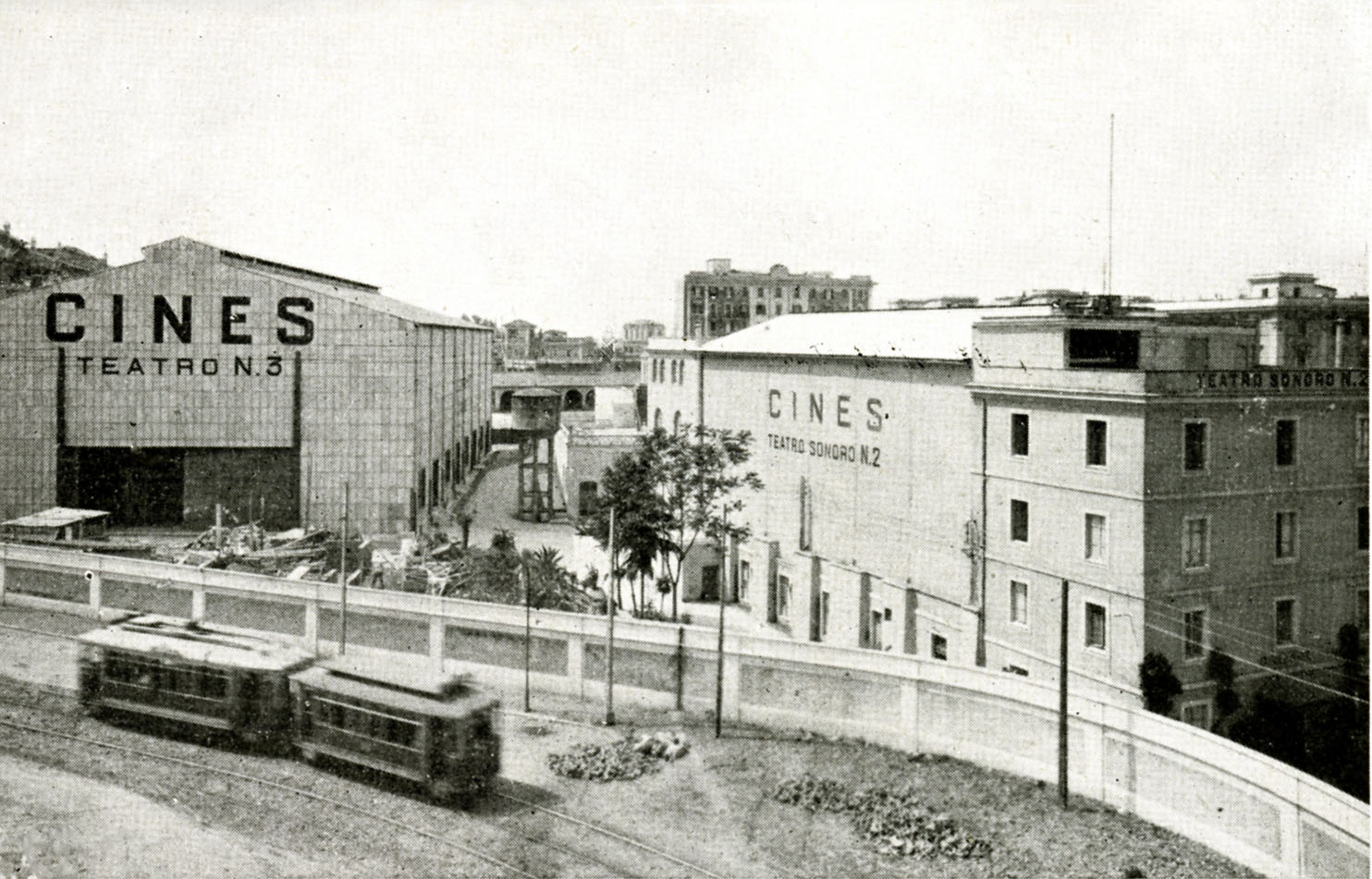
Els estudis cinematogràfics CINES a Roma el 1931

La producció documental de 1932-33, en canvi, que se suma a la més "tècnica" i monòtona de l'Istituto Luce, forma part de la recerca d'un nou estil que condueixi a una possible renovació de Cinema italià (anomenat en aquell període renaixement). Cecchi pensa, doncs, que el documental i el guió són els sectors crucials per la creació d'aquest nou estil, on entren en joc allò que considera els punts febles del cinema italià: l'observació de la realitat i la capacitat de narrar. Un projecte definit i orientat, que també pretén oferir als joves directors el banc de proves per experimentar amb la càmera abans de passar al llargmetratge. Així, entre 1932 i 1933 es van crear una sèrie de documentals, dirigits per joves directors ja consolidats com Alessandro Blasetti o per joves que ho arribaran a ser com Bragaglia i Matarazzo. Joves talents que formaran part del futur Centre Experimental de Cinematografia creat el 1935.
Els curtmetratges estan numerats de l'1 al 17 i inclouen: Assisi d'Alessandro Blasetti, Tarquinia de Carlo Ludovico Bragaglia, Moli romane i Bacini di carenaggio a Genova de Stefano Bricarelli, Fori imperiali d'Aldo Vergano, Paestum i Impressioni siciliane de Ferdinando Maria Poggioli, Cantieri dell'Adriatico d'Umberto Barbaro, Zara d'Ivo Perilli, Il ventre della città de Francesco Di Cocco, Miniere di Cogne - Val d'Aosta de Marco Elter, Aeroporto del Littorio de Giorgio Simonelli, Littoria i Mussolinia di Sardegna de Raffaello Matarazzo, Orvieto de Vincenzo Sorelli, Visioni del Garda - Il Vittoriale i Primavera sul Garda di Gabriellino D'Annunzio.

### Les reconstruccions
El 9 de febrer 1942 es va concedir el nihil obstat per a la reconstrucció de Cines, encarregada al productor Guido Oliva. El tercer Cines era eminentment estatal, i integrava, en l'àmbit de la producció, l'activitat de l'E.N.I.C., que es llogava a través del seu propi circuit cinematogràfic. La producció dels "tercers" Cines entre 1942 i 1943 va tenir certa ressonància, i va incloure pel·lícules com La bella addormentata, Avanti c'è posto, 4 passi fra le nuvole, Harlem, Fuga a due voci, Sorelle Materassi, Enrico IV, La locandiera, Il cappello da prete. Cap el 8 de setembre de 1943 Cines a ser traslladada a Venècia pels feixistes republicans i va produir algunes pel·lícules el 1944 a les fàbriques de Giudecca a l'anomenat Cinevillaggio (o Cineisola).
L'estiu de 1949 es va tornar a reconstituir Cines, amb caràcter eminentment estatal, dirigit per Carlo Civallero fins al novembre de 1955 i més tard per Aldo Borelli; aquest "quart" Cines va produir entre 1950 i 1955 les pel·lícules següents Due mogli sono troppe, È più facile che un cammello..., L'edera, La città si difende, Il brigante di Tacca del Lupo, Altri tempi, La voce del silenzio, Tempi nostri i Amici per la pelle, així com nombroses coproduccions amb companyies franceses i pel·lícules en col·laboració amb altres companyies italianes. Després d'aquest període gloriós, Cines va cedir a tercers els drets de les pel·lícules produïdes.
Cines es va refundar per cinquena vegada, en el centenari de la seva primera fundació (2006), amb un caràcter essencialment privat. La direcció artística va ser encarregada al mestre Leonardo Bragaglia, antic director i famós assagista dramàtic, nebot dels directors Carlo Ludovico Bragaglia i Anton Giulio Bragaglia i de l'enginyer Francesco Bragaglia, ex director general de la primera Cines.